# Fumaria melillaica
Fumaria melillaica är en vallmoväxtart som beskrevs av Herbert William Pugsley. Fumaria melillaica ingår i släktet jordrökar, och familjen vallmoväxter. Inga underarter finns listade i Catalogue of Life.